# Шестеро молодых
«Шестеро молодых» — коллектив, ставший популярным в 1970-е годы.

## История
ВИА «Шестеро Молодых» был организован ветераном эстрады и кино Виленом Дарчиевым в 1974 году в городе Саратове, и работал от Элистинской филармонии.

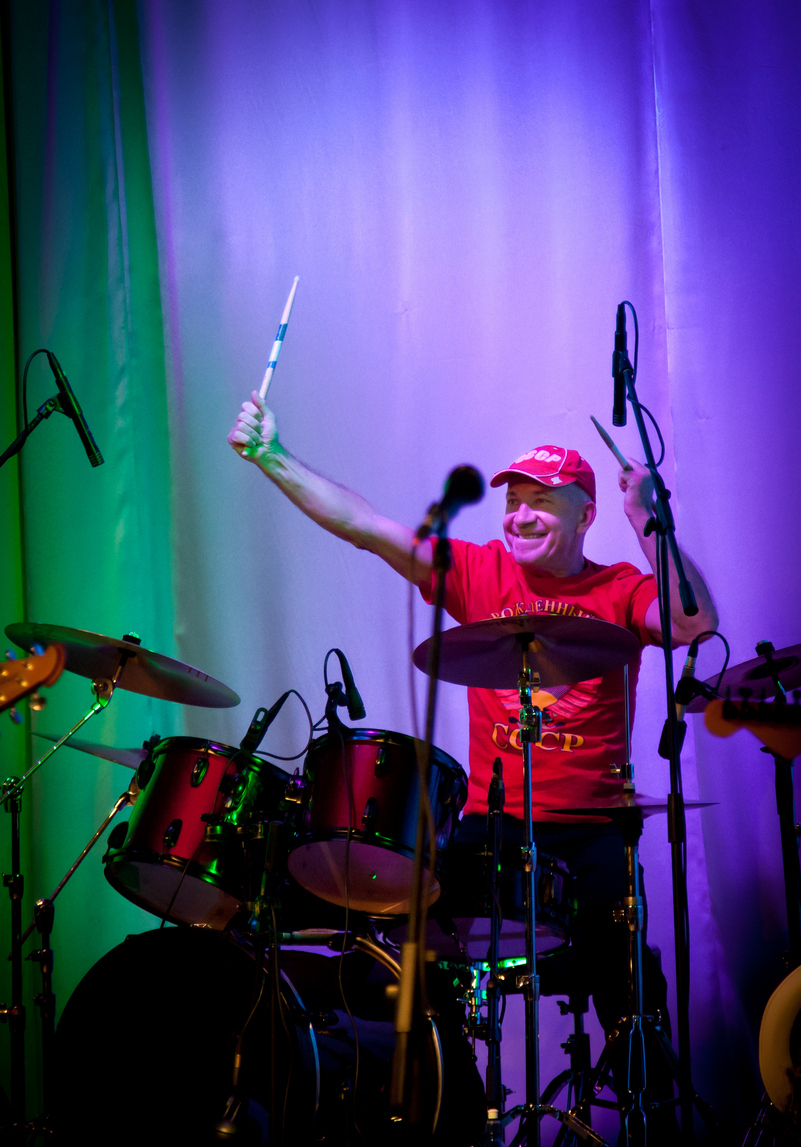
Александр Акинин
экс-участник группы

В 1977 году в ВИА «ИВА» Краснодарской филармонии не сложились отношения, коллектив развалился и Дмитрий Закон, который жил в Нижнем Новгороде и хорошо знал руководителя ВИА «Шестеро Молодых», предложил музыкантам из Брянска — Виталию Ванчугову, Борису Мирмову и Александру Гольдину перейти в этот коллектив. Кроме того из ВИА «ИВА» перешли музыканты: Владимир Ефименко из Керчи (бас — гитара, вокал), Галина Крылова (вокал); после ВИА «Шестеро Молодых» она работала в ВИА «Акварели».
В ВИА «Шестеро Молодых» работали: Юрий Рыманов (гитара, вокал), Татьяна Маркова (до этого работавшая в ВИА «Ветер» Волгоградской филармонии; принять её в коллектив рекомендовал композитор Александр Зацепин), Александр Акинин (барабаны), Андрей Кирисов (вокал), Вячеслав Волгин (вокал).
В 1977—78 годах в ВИА «Шестеро Молодых» происходят изменения: вместо ушедшей Татьяны Марковой приходит молодая певица из Кемерово Марина Школьник, а вместо Андрея Кирисова ушедшего в ВИА «Добры Молодцы», приходят Николай Расторгуев и Михаил Файбушевич, который проработав полгода ушёл в ВИА «Весёлые Ребята». Также, по рекомендации брянских музыкантов, приходит звукооператором Александр Кальянов, работавший на Брянском заводе БЗПП инженером и разрабатывавший музыкальные инструменты.
В 1977 году ансамбль принимал участие в концертах Владимира Высоцкого. В 1980 году в состав вливается только что  отслуживший в СА Валерий Кипелов. 
В 1980 году в сентябре в ВИА «Лейся Песня» происходят изменения и руководитель Виталий Кретов (Кретюк) приглашает в полном составе ВИА «Шестеро молодых».
Вместо ушедших в ВИА «Лейся Песня», Вилен Дарчиев приглашает из Брянска в полном составе ВИА «Молодые Сердца»: Игорь Новиков (бас — гитара, вокал, музыкальный руководитель), Александр Шведов (гитара, вокал), Юрий Ширяков (барабаны), а также Сергея Сарычева (вокал клавиши), работавшего в ВИА «Волгари». В ВИА «Шестеро Молодых» приходит работать музыкальным руководителем, а также гитаристом и вокалистом из ВИА «Аргонавты» Александр Розенбаум (Аяров).
В 1983 году вместо ушедшего Игоря Новикова, перешедшего в ВИА «Интеграл», ВИА «Голубые гитары» и Сергея Сарычева, перешедшего в ВИА «Молодые голоса» (впоследствии – группа «Альфа»), пришёл из ВИА «Музыка» Левон Варданян. Впоследствии им был написан неофициальный гимн всех музыкантов песня «Бродячие артисты» которую исполнили «Весёлые Ребята».
ВИА «Шестеро молодых» стали лауреатами Международных и Всесоюзных конкурсов Советской песни, и лауреатами премии комсомола Кузбасса.
Коллектив также побывал с гастролями в Афганистане и других странах мира.

## Современный период
2012 год. В новом составе ВИА «Шестеро молодых» вышли на сцену после долгого перерыва 17 сентября 2012 года на День города в г. Брянске. В концертную программу вошли старые хиты коллектива в новой аранжировке.
2013 год. ВИА «Шестеро молодых» принял участие 9 февраля 2013 года в Москве, ДК «Рублево», в юбилейном концерте ВИА «Добры Молодцы».

Также состоялись концерты в г. Брянске: 23 февраля 2013 года, к/з «Дружба» и 7 марта 2013 года, в Театре Драмы.

На осень 2013 года были запланированы юбилейные концерты группы. В них принимали участие известные музыканты СССР и России. Первые концерты прошли в городах:
- 15.09 2013 г. Брянск. ДК БМЗ.
- 16.09 2013 г. Смоленск. к/з Губернский (концерт отменён).
- 19.09 2013 г. Курск. Большой зал филармонии (концерт отменён).

## Современный состав
- Олег Малик — вокал
- Ангелина Малик — вокал
- Алексей Бондаренко — гитара
- Сергей Забава — клавишные
- Сергей Черняков — ударные
- Александр Тарасов — директор

## Фильмография
- 1979 — «Завтрак на траве» — исполнение песен и музыки.